# Audience provinciale de Madrid
L’audience provinciale de Madrid (en espagnol : Audiencia Provincial de Madrid) est le tribunal de première instance en matière civile et pénale dans la communauté de Madrid.